# Muo
Muo je naselje u Boki kotorskoj, u općini Kotor. Ime naselja je hiperštokavizirani oblik od "mul" = pristan.

## Zemljopisni položaj
Nalazi se u Kotorskom zaljevu, nasuprot gradu Kotoru, na 42° 25' 26" sjeverne zemljopisne širine i 18° 45' 25" istočne zemljopisne dužine.

## Povijest
Slikovito mjestašce nekad je bilo poznato po ribarskim družinama. Još je više bilo poznato po pjevačkom zboru Zvonimiru. Osobito se isticalo po mirnoj ćudi svojih mještana za koje se govorilo da 300 godina nisu išli na sud niti se sukobljavali sa zakonom.
Potkraj 19. stoljeća bio je mjestašce u kojem su živjeli siromašni ribari i barkarioli ("taksisti veslači"), stiješnjeno između dva gospodarski snažna naselja: gradića Kotora i pomorskog Prčanja. 1888. je osnovano HPD Zvonimir, u preporodno vrijeme kad se osnivaju hrvatska i srpska društva po Boki. 1892. godine parobrodari iz Dobrote istisnuli su muljanske barkariole. 1907. godine otvorena je tvornica za konzerviranje ribe koja je zaposlila i muškarce i žene iz Mula, pa je to dalo doprinos poboljšanju gospodarskog stanja u Mulu.

## Stanovništvo

### Nacionalni sastav po popisu 2003.[3]
- Crnogorci - 327
- Hrvati - 137
- Srbi - 119
- Jugoslaveni - 15
- Slovenci - 2
- Talijani - 2
- Rusi - 1
- Mađari - 1
- Makedonci - 1
- Bošnjaci - 1
- nepoznato - 3

## Kultura
U Mulu je posljednje počivalište hrvatskog blaženika bl. Gracije Kotorskoga. Neraspadnuto mu je tijelo preneseno u rodno mjesto 1810. godine. Zahvalni su mu sumještani izgradili novu župnu crkvu u središtu mjesta. 18. rujna 1864. godine posvetili su ju BDM Pomoćnici kršćana. U crkvi je tijelo bl. Gracije postavljeno na novom oltaru u srebrnom sarkofagu. Tako je župna crkva Pomoćnice kršćana na Mulu postala svetište bl. Gracije.
HPD Zvonimir, poznato pjevačko društvo.
U Mulu se održava Muljanska plesna večer.

## Poznati Muljani
- Vjeran Birimiša, pravnik, vaterpolist, državni prvak u plivanju
- Ivo Brkanović[5]
- blaženi Gracija Kotorski (rođen 1438. u Mulu)
- Andrija Maurović, crtač stripova
- Josip Riđanović, geograf
- Gracija Sablić, svećenik-mučenik
- Zvonko Petović, crtač stripa i slikar
- Ivo Petović, košarkaš
- Ferdo Petović, glazbenik

## Šport
- OFK Muo

## Vanjske poveznice
- maplandia.com: Muo
- wikimapia.org/Muo